# 替佐駅
替佐駅（かえさえき）は、長野県中野市大字豊津にある、東日本旅客鉄道（JR東日本）飯山線の駅である。

## 歴史
- 1921年（大正10年）10月20日：飯山鉄道の駅として開業[1][3]。
- 1944年（昭和19年）6月1日：国有化により、運輸通信省（のちの日本国有鉄道）飯山線の駅となる[3]。
- 1963年（昭和38年）2月21日：貨物の取り扱いを廃止[3]。
- 1970年（昭和45年）12月21日：業務委託駅となる[4][5]。
- 1983年（昭和58年）7月：直営駅（ただし、駅長を置かない特定駅）となる[5]。
- 1984年（昭和59年）2月1日：荷物の扱いを廃止[3]。
- 1987年（昭和62年）4月1日：国鉄分割民営化により、東日本旅客鉄道の駅となる[3]。
- 1995年（平成7年）
  - 3月15日：簡易委託化[6]。
  - 7月12日：7.11水害により、飯山線全線が運休となる[7]。
  - 7月18日：飯山線全線で運転が再開される[7]。
- 2014年（平成26年）8月中旬 - 12月中旬：駅舎がリニューアル[8]。
- 2023年（令和5年）9月29日：中野市による乗車券委託販売（簡易委託）の受託を解除し、終日無人化[9]。

## 駅構造
島式ホーム1面2線を有する地上駅である。跨線橋はなく、駅舎とホームとは構内踏切で結んでいる。留置線を有する。長野駅 - 戸狩野沢温泉駅間の列車の大半は当駅で行き違いを行う。
無人駅である（飯山駅管理）。無人化される前までは簡易委託駅で、駅舎内の窓口にて乗車券が発売されていた。また、日中時間帯の列車到着時のみ、中野市出身の高野辰之が作詞した「故郷」、「春の小川」、「もみじ」、「朧月夜」などの音楽が放送されていた。なお、放送される音楽は季節によって異なっていた。
駅舎は「悠久の流れ千曲川の移り変わる四季と唱歌 ふるさとの情景」をコンセプトとして、2014年（平成26年）8月中旬 - 12月中旬にリニューアルされた。

### のりば
| ホーム | 路線    | 方向 | 行先                     |
| ------ | ------- | ---- | ------------------------ |
| 駅舎側 | ■飯山線 | 下り | 戸狩野沢温泉・十日町方面 |
| 反対側 | ■飯山線 | 上り | 長野方面                 |

※案内上ののりば番号は設定されていない。

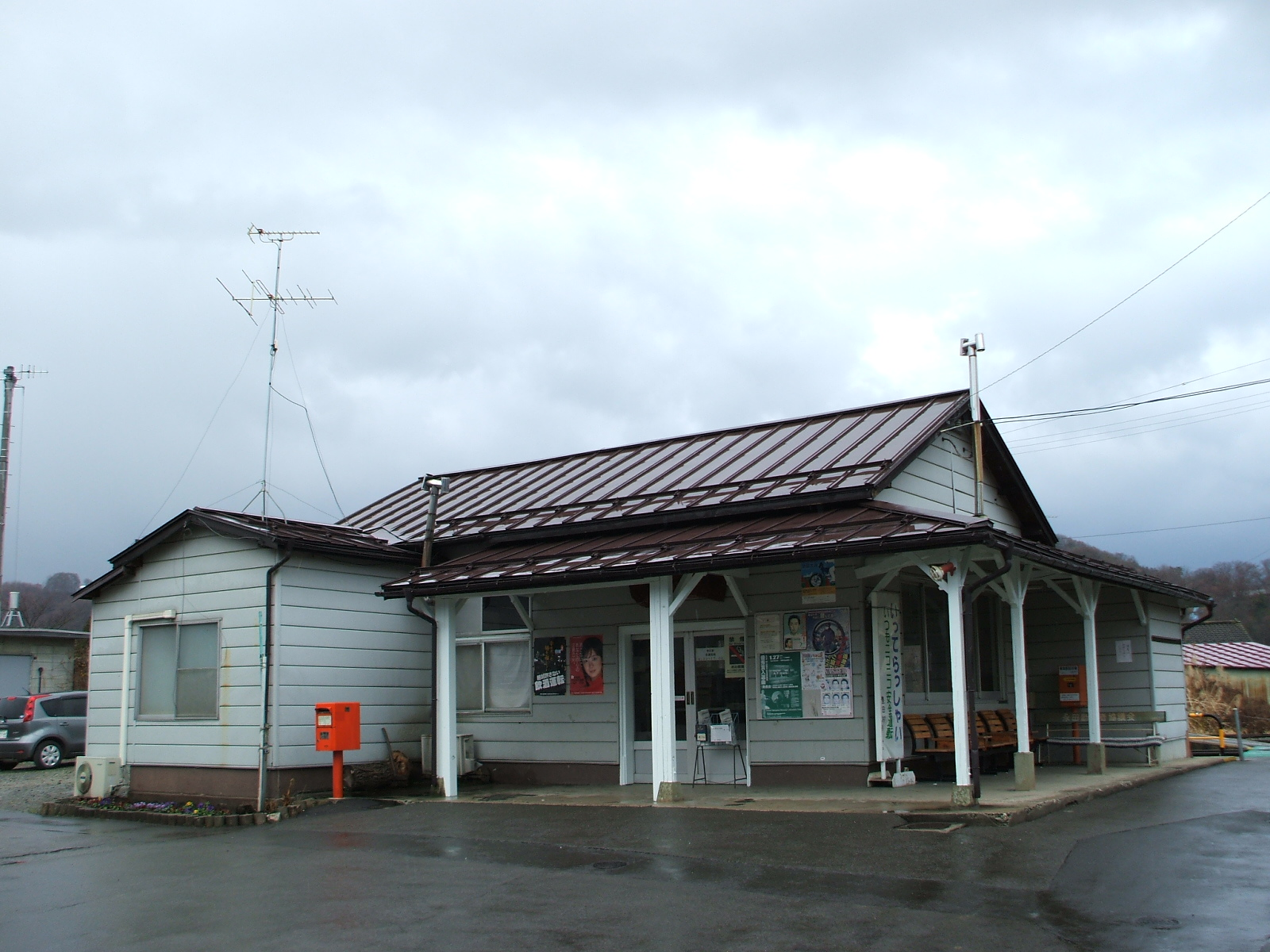
リニューアル前の駅舎（2006年12月）
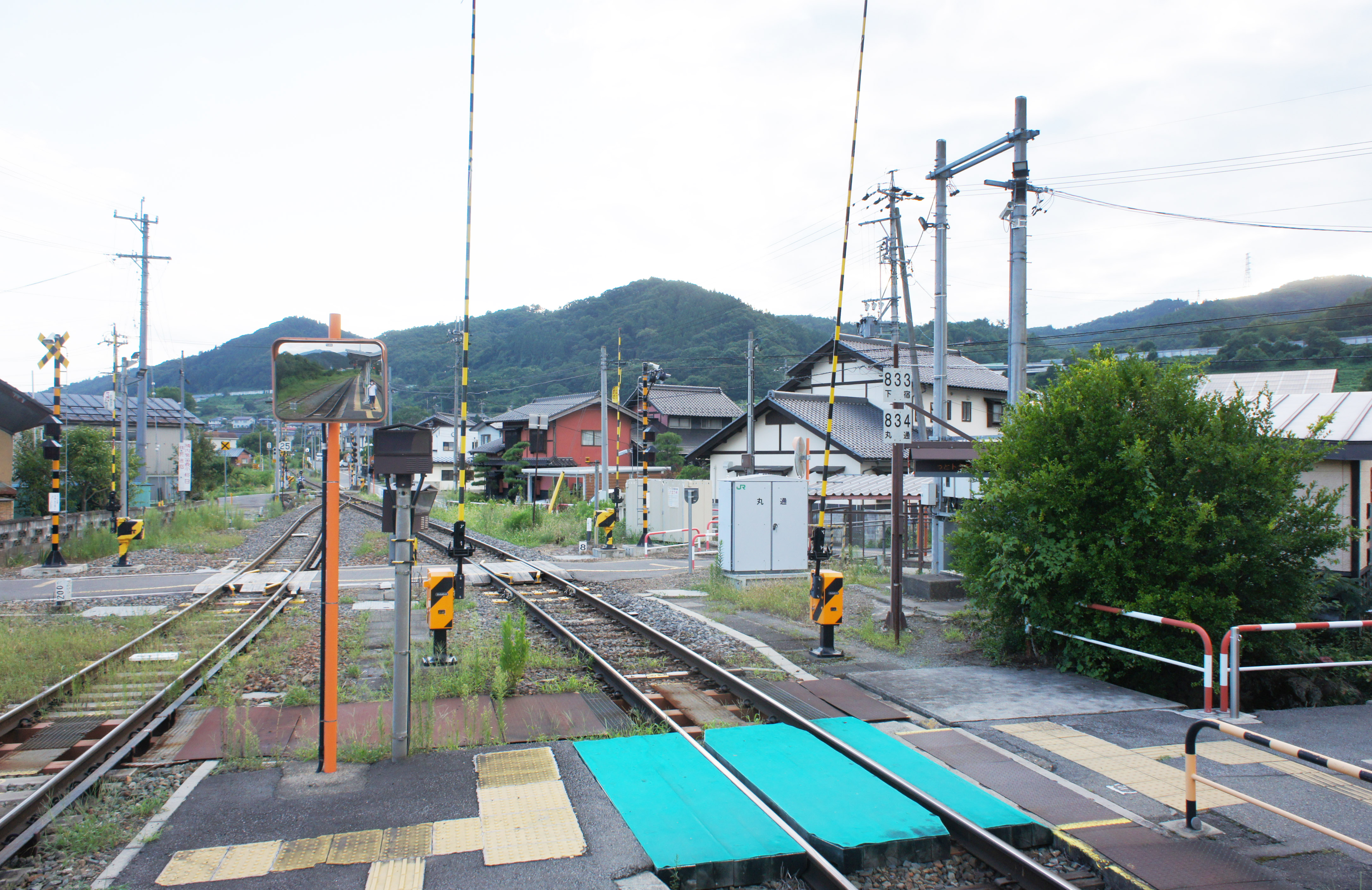
構内踏切（2021年8月）
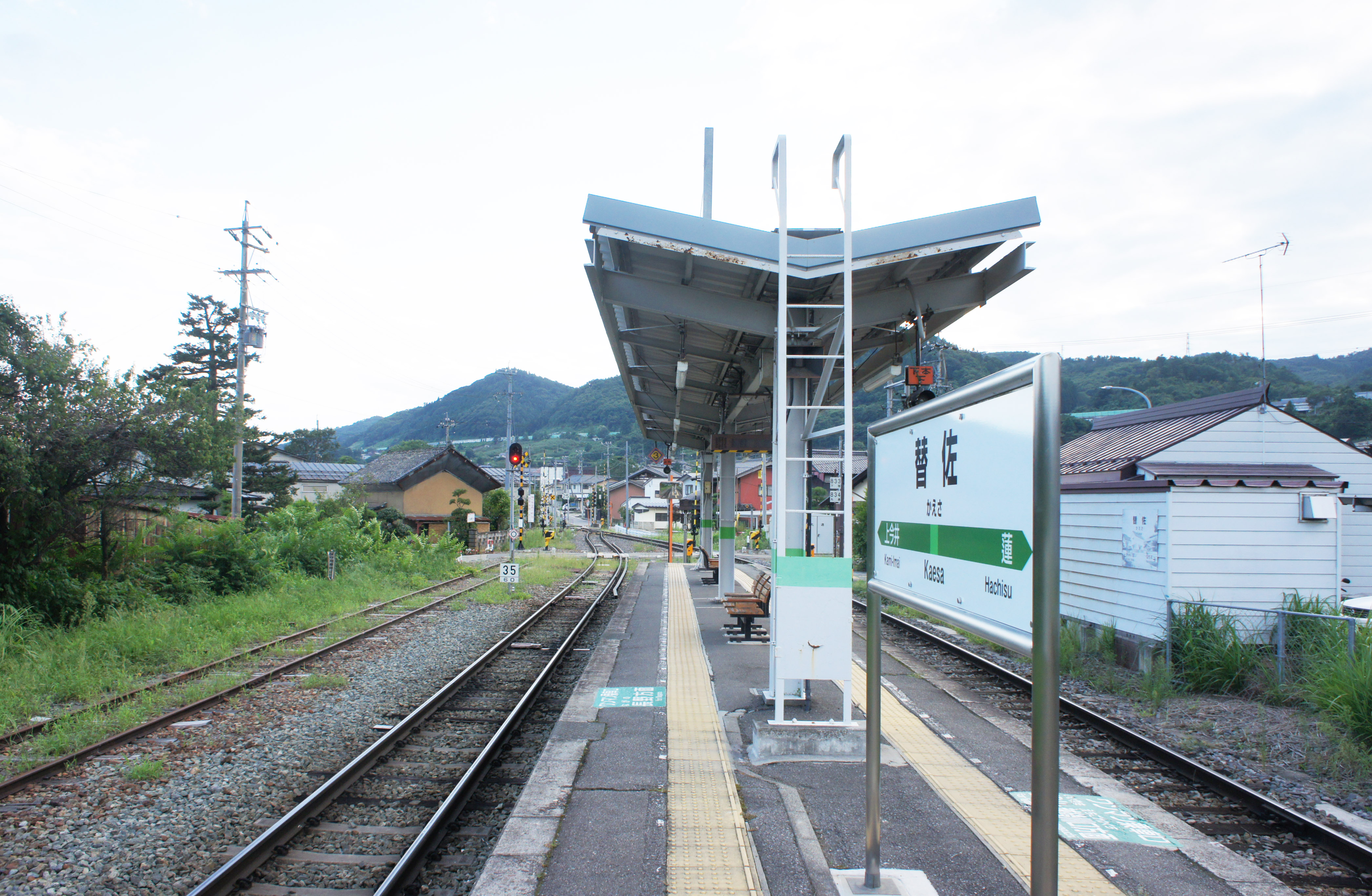
ホーム（2021年8月）

## 利用状況
JR東日本によると、2000年度（平成12年度）- 2022年度（令和4年度）の1日平均乗車人員の推移は以下のとおりであった。
| 1日平均乗車人員推移 | 1日平均乗車人員推移 | 1日平均乗車人員推移 | 1日平均乗車人員推移 | 1日平均乗車人員推移 |
| 年度                | 定期外              | 定期                | 合計                | 出典                |
| ------------------- | ------------------- | ------------------- | ------------------- | ------------------- |
| 2000年（平成12年）  |                     |                     | 172                 | [ 利用客数 1 ]      |
| 2001年（平成13年）  |                     |                     | 161                 | [ 利用客数 2 ]      |
| 2002年（平成14年）  |                     |                     | 154                 | [ 利用客数 3 ]      |
| 2003年（平成15年）  |                     |                     | 167                 | [ 利用客数 4 ]      |
| 2004年（平成16年）  |                     |                     | 164                 | [ 利用客数 5 ]      |
| 2005年（平成17年）  |                     |                     | 139                 | [ 利用客数 6 ]      |
| 2006年（平成18年）  |                     |                     | 134                 | [ 利用客数 7 ]      |
| 2007年（平成19年）  |                     |                     | 127                 | [ 利用客数 8 ]      |
| 2008年（平成20年）  |                     |                     | 125                 | [ 利用客数 9 ]      |
| 2009年（平成21年）  |                     |                     | 122                 | [ 利用客数 10 ]     |
| 2010年（平成22年）  |                     |                     | 123                 | [ 利用客数 11 ]     |
| 2011年（平成23年）  |                     |                     | 115                 | [ 利用客数 12 ]     |
| 2012年（平成24年）  | 25                  | 97                  | 122                 | [ 利用客数 13 ]     |
| 2013年（平成25年）  | 24                  | 96                  | 121                 | [ 利用客数 14 ]     |
| 2014年（平成26年）  | 26                  | 83                  | 109                 | [ 利用客数 15 ]     |
| 2015年（平成27年）  | 21                  | 99                  | 121                 | [ 利用客数 16 ]     |
| 2016年（平成28年）  | 23                  | 104                 | 128                 | [ 利用客数 17 ]     |
| 2017年（平成29年）  | 20                  | 103                 | 123                 | [ 利用客数 18 ]     |
| 2018年（平成30年）  | 18                  | 103                 | 121                 | [ 利用客数 19 ]     |
| 2019年（令和元年）  | 15                  | 99                  | 114                 | [ 利用客数 20 ]     |
| 2020年（令和02年）  | 9                   | 84                  | 94                  | [ 利用客数 21 ]     |
| 2021年（令和03年）  | 10                  | 77                  | 87                  | [ 利用客数 22 ]     |
| 2022年（令和04年）  | 11                  | 73                  | 84                  | [ 利用客数 23 ]     |

## 駅周辺
- 湯の入温泉もみじ荘（駅から1.1 km西、徒歩15分）[1]
- 中野市役所豊田支所（旧豊田村役場）
- 中野市豊田文化センター（旧豊田村村民会館）
- 岳南広域消防本部豊田消防署
- 中野市立豊田中学校
- 豊井郵便局
- 中野市立豊田小学校
- 千曲川
- 国道117号
- 長電バス「替佐駅」停留所

## 隣の駅
東日本旅客鉄道（JR東日本）
■飯山線
- 臨時快速「おいこっと」停車駅

上今井駅 - 替佐駅 - 蓮駅

### 記事本文
1. 1 2 3 4 5 6 7 8  『週刊 JR全駅・全車両基地』 21号 新潟駅・弥彦駅・津南駅ほか、朝日新聞出版〈週刊朝日百科〉、2012年12月30日、25頁。
2. 1 2 3 4  信濃毎日新聞社出版部『長野県鉄道全駅 増補改訂版』信濃毎日新聞社、2011年7月24日、37頁。ISBN 9784784071647。
3. 1 2 3 4 5  石野哲（編）『停車場変遷大事典 国鉄・JR編 Ⅱ』JTB、1998年、592頁。ISBN 978-4-533-02980-6。
4. ↑  「第6章 営業／7 営業体制の近代化」『長鉄局二十年史』日本国有鉄道長野鉄道管理局、1971年3月30日、347頁。
5. 1 2  長野鉄道管理局 編『写真でつづる長野鉄道管理局の歩み』長野鉄道管理局、1987年3月10日、369頁。
6. ↑  「JR長野支社 進む飯山線近代化 CTC、PRC化が完了」『交通新聞』交通新聞社、1995年3月20日、3面。
7. 1 2  「県北部豪雨災害 被災から1週間目、飯山線全線開通」『信濃毎日新聞』信濃毎日新聞社、1995年7月18日、夕刊、6面。
8. 1 2  『飯山線の駅舎を美化します! ～新幹線飯山駅開業に合わせ魅力ある観光路線化を目指して～』（PDF）（プレスリリース）東日本旅客鉄道長野支社、2014年8月8日。オリジナルの2015年1月6日時点におけるアーカイブ。2020年5月25日閲覧。
9. 1 2  “広報なかの（2023年9月号 No.222）> 替佐駅での窓口営業が終了します” (PDF).   中野市. p. 24 (2023年9月5日). 2023年9月25日時点のオリジナルよりアーカイブ。2023年9月25日閲覧。
10. 1 2  “JR東日本：駅構内図・バリアフリー情報（替佐駅）”.   東日本旅客鉄道. 2025年5月11日閲覧。

### 利用状況
1. ↑  各駅の乗車人員（2000年度） - 東日本旅客鉄道
2. ↑  各駅の乗車人員（2001年度） - 東日本旅客鉄道
3. ↑  各駅の乗車人員（2002年度） - 東日本旅客鉄道
4. ↑  各駅の乗車人員（2003年度） - 東日本旅客鉄道
5. ↑  各駅の乗車人員（2004年度） - 東日本旅客鉄道
6. ↑  各駅の乗車人員（2005年度） - 東日本旅客鉄道
7. ↑  各駅の乗車人員（2006年度） - 東日本旅客鉄道
8. ↑  各駅の乗車人員（2007年度） - 東日本旅客鉄道
9. ↑  各駅の乗車人員（2008年度） - 東日本旅客鉄道
10. ↑  各駅の乗車人員（2009年度） - 東日本旅客鉄道
11. ↑  各駅の乗車人員（2010年度） - 東日本旅客鉄道
12. ↑  各駅の乗車人員（2011年度） - 東日本旅客鉄道
13. ↑  各駅の乗車人員（2012年度） - 東日本旅客鉄道
14. ↑  各駅の乗車人員（2013年度） - 東日本旅客鉄道
15. ↑  各駅の乗車人員（2014年度） - 東日本旅客鉄道
16. ↑  各駅の乗車人員（2015年度） - 東日本旅客鉄道
17. ↑  各駅の乗車人員（2016年度） - 東日本旅客鉄道
18. ↑  各駅の乗車人員（2017年度） - 東日本旅客鉄道
19. ↑  各駅の乗車人員（2018年度） - 東日本旅客鉄道
20. ↑  各駅の乗車人員（2019年度） - 東日本旅客鉄道
21. ↑  各駅の乗車人員（2020年度） - 東日本旅客鉄道
22. ↑  各駅の乗車人員（2021年度） - 東日本旅客鉄道
23. ↑  各駅の乗車人員（2022年度） - 東日本旅客鉄道